# RBD Tour Brasil
RBD Tour Brasil fue una gira promocional del grupo mexicano RBD, dedicada exclusivamente a recorrer Brasil.
Basado en el repertorio de los discos Rebelde (2004) y Nuestro Amor (2005), la gira comenzó en Manaus el 20 de septiembre de 2006 y terminó en Río de Janeiro el 8 de octubre de 2006, en el Estadio Maracaná, donde se filmó el tercer DVD de la agrupación titulada, Live in Río.
El recorrido fue de 12 ciudad: Manaus, Belém, Fortaleza, Recife, Goiânia, Brasilia, Belo Horizonte, Victoria, Porto Alegre, Curitiba, São Paulo y Río de Janeiro. Se realizó durante su gira Nuestro Amor Tour, luego de la su gira promocional por Brasil la agrupación continuo con dicha gira por el resto del mundo.
La última actuación fue grabada en audio y video lanzado en DVD, titulado Live in Rio, con una audiencia de 50.000 personas. El DVD, lanzado a principios de febrero de 2007 en Brasil y al final de marzo de 2007, en el resto del mundo, fue el más vendido y para la mayoría de los aficionados de todo el mundo, el mejor DVD que ha producido el grupo. La asistencia total fue de más de 470.000 aficionados que llenaron los estadios y salas de conciertos.

## Repertorio
1. "Rebelde"
2. "Santa No Soy"
3. "Así Soy Yo"
4. "Feliz Cumpleaños"
5. "Enseñame"
6. "Que Fue Del Amor"
7. "Cuando El Amor Se Acaba"
8. "Una Canción"
9. "Este corazón"
10. "Solo Para Ti"
11. "Otro Día Que Vá"
12. "Me Voy"
13. "Sálvame"
14. "Tenerte y Quererte"
15. "No Pares"
16. "A Tu Lado"
17. "Fuera"
18. "Sólo Quédate en Silencio / Fique Em Silêncio"
19. "Que Hay Detrás"
20. "Un Poco de Tu Amor"
21. "Aún Hay Algo"
22. "Tras De Mi"
23. "Ser O Parecer"
24. "Nuestro Amor"
25. "Rebelde Rock" (em Portugués)

Notas
- El grupo interpretó la canción "Otro Dia Que Vá" solo el 4 de octubre en Porto Alegre en celebración del "Día Mundial de RBD".
- La canción "Ser O Parecer" fue interpretada desde el primer show en Porto Alegre, el 3 de octubre.

## Fechas
| Fecha                    | Ciudad         | Estado            | Local                  | Observación                                                |
| ------------------------ | -------------- | ----------------- | ---------------------- | ---------------------------------------------------------- |
| Brasil                   |                |                   |                        |                                                            |
| 20 de septiembre de 2006 | Manaus         | Amazonas          | Sambódromo             | 20.000 personas                                            |
| 21 de septiembre de 2006 | Belém          | Pará              | Arena Yamada           | 15.000 personas                                            |
| 22 de septiembre de 2006 | Fortaleza      | Ceará             | Marina Park Hotel      | 21.000 personas                                            |
| 23 de septiembre de 2006 | Goiânia        | Goiás             | Estadio Serra Dourada  | 25.000 personas                                            |
| 24 de septiembre de 2006 | Brasília       | D.F               | Estadio Mané Garrincha | 35.000 personas                                            |
| 27 de septiembre de 2006 | Recife         | Pernambuco        | Chevrolet Hall         | 23.000 personas                                            |
| 29 de septiembre de 2006 | Vitória        | Espírito Santo    | Praça do Papa          | 20.000 personas                                            |
| 30 de septiembre de 2006 | Belo Horizonte | Minas Gerais      | Mineirinho             | 29.000 personas                                            |
| 3 de octubre de 2006     | Porto Alegre   | Rio Grande do Sul | Gigantinho             | 17.000 personas                                            |
| 4 de octubre de 2006     | Porto Alegre   | Rio Grande do Sul | Gigantinho             | Show especial para el Día Mundial de RBD (15.000 personas) |
| 5 de octubre de 2006     | Curitiba       | Paraná            | Kyocera Arena          | 25.000 personas                                            |
| 7 de octubre de 2006     | São Paulo      | São Paulo         | Estadio Morumbi        | 74.000 personas                                            |
| 8 de octubre de 2006     | Río de Janeiro | Río de Janeiro    | Estadio de Maracaná    | Grabación DVD RBD Live in Río (50.000 personas)            |